# Гривистый волк
Гри́вистый волк, или гуара, агуарачай (лат. Chrysocyon brachyurus), — хищное млекопитающее семейства псовых. Единственный современный представитель рода Chrysocyon. В переводе с греческого его латинское название означает «короткохвостый золотистый пёс».

## Внешний вид
Самый крупный представитель семейства псовых в Южной Америке, гривистый волк обладает уникальной внешностью. Он скорее похож на крупную лисицу на высоких, стройных ногах, чем на волка. Тело у него довольно короткое (125—130 см). Ноги очень высокие (высота в холке 74—87 см). Весит гривистый волк 20—23 кг. Непропорциональность телосложения еще сильнее подчёркивается высокими ушами и коротким (28—45 см) хвостом, а также удлинённой мордой: длина его черепа 21—24 см. Длинные ноги гривистого волка, видимо, являются эволюционным приспособлением к месту обитания — травянистым равнинам, — они помогают волку обозревать окрестности, двигаясь в высокой траве. Примечательно, что щенки гривистого волка рождаются коротконогими. Увеличение длины ног идёт за счёт роста голени и плюсны (как у гепардов), однако гривистых волков нельзя назвать хорошими бегунами.
Волосяной покров у этого волка высокий и довольно мягкий. Общая окраска желтовато-рыжая, подбородок и конец хвоста светлые. От макушки до середины спины идёт чёрная полоса. Ноги тёмные. На морде бывают тёмные пятна. Шерсть на загривке и в верхней части шеи более длинная (до 13 см) и густая и образует гриву, которая встаёт дыбом и визуально увеличивает размеры животного, когда оно встревожено или агрессивно.

## Распространение
Гривистый волк распространён на севере от устья реки Парнаиба (северо-восток Бразилии) до востока Боливии; на юге ареал включает Парагвай и штат Риу-Гранди-ду-Сул (Бразилия). Прежде водился также на юго-востоке Перу, в Уругвае и на севере Аргентины (до 30° ю.ш.), но в этих областях, очевидно, вымер.
Гривистый волк населяет в основном открытые травянистые и кустарниковые равнины. Его можно встретить в сухих саваннах и на опушках лесов Мату-Гросу, в бразильском кампосе, на холмистых равнинах северного Парагвая и в болотистых районах Гран-Чако. Длинные ноги позволяют ему легко пробираться среди высокой травы и издалека замечать добычу. В горах или дождевых лесах он не встречается. Повсеместно на своём ареале редок.

## Образ жизни и питание
Гривистые волки ведут ночной и сумеречный образ жизни, — в течение дня они обычно отдыхают среди густой растительности, изредка перемещаясь на небольшие расстояния. Самцы более активны, чем самки. Основой социальной структуры у гривистых волков является брачная пара, которая занимает один домашний участок (порядка 27 км²), но в остальном довольно независима. Самец и самка отдыхают, охотятся и путешествуют порознь. Границы участка охраняются от бродячих самцов и помечаются мочой и фекалиями, оставляемыми в определённых местах. В неволе взаимоотношения между самцом и самкой более тесные, — они совместно кормятся и спят (самцы в неволе выказывают заботу о потомстве, охраняя и кормя волчат). Также самцы в неволе устанавливают иерархические отношения.
В рационе гривистого волка почти в равных пропорциях присутствует пища животного и растительного происхождения. Охотится он преимущественно на некрупных животных: грызунов (агути, пака, туко-туко), кроликов, броненосцев. Поедает также птиц и их яйца, рептилий, улиток и насекомых; ест бананы, гуаву и растение из рода паслён Solanum lycocarpum. Последнее, видимо, помогает гривистым волкам избавляться от круглого червя свайник-великан (Dioctophyme renale), который паразитирует в почках. Ест также корни и клубни различных растений. При случае гривистый волк нападает на домашнюю птицу; изредка может унести новорожденного ягнёнка или поросёнка. На людей гривистые волки не нападают.
Самцы гривистых волков издают следующие звуки: глубокий горловой лай, который можно услышать сразу после захода солнца, долгий громкий вой, посредством которого волки, разделённые большим расстоянием, общаются друг с другом, и глухое ворчание, которым они отгоняют соперников.

## Размножение
Гривистые волки моногамны. Репродуктивный цикл изучен мало. Наступление брачного периода, очевидно, контролируется фотопериодом — в неволе гривистые волки спариваются в октябре—феврале в Северном полушарии и в августе—октябре — в Южной Америке. Течка у самок бывает один раз в год и длится от 1 до 4 дней.
Беременность, как и у многих псовых, длится 62—66 дней. Убежище самка устраивает в густой растительности. В помёте 1—5 щенков, максимум — 7. Щенки при рождении весят 340—430 г и быстро развиваются. Глаза у них открываются на 9 день, а уже на 4-ю неделю они начинают питаться пищей, отрыгнутой матерью. Окрас у них первоначально тёмно-серый, но в возрасте 10 недель меняется на рыжий. Лактация у самки продолжается до 15 недель. Об участии отца в выращивании молодняка в естественном состоянии неизвестно.
Половой зрелости молодые гривистые волки достигают в год; в неволе живут до 12—15 лет.

## Статус популяции
Плотность популяции гривистого волка низкая; исследования, проведённые в 1964—1967 гг. в Бразилии на площади 650 000 км² показали, что 1 животное встречается примерно на 300 км². Статус Гривистого волка в международной Красной книге — «near threatened», что означает «под угрозой».
В некоторых районах гривистый волк иногда нападает на овец. Наносимый им вред незначителен, так как гривистый волк всюду малочислен. Вырубка лесов под распашку оказывает на этот вид, скорее, благоприятное воздействие, поскольку увеличивает площадь мест, пригодных для его обитания. Однако на интенсивно используемых сельскохозяйственных угодьях гривистые волки не встречаются. Они также подвержены заболеваниям, в частности парвовирусной инфекции (чумке).

## Происхождение
Несмотря на внешнее сходство с лисицами, гривистый волк не является их близким родственником. В частности, у него отсутствует характерный для лисьих вертикальный зрачок. Его родство с родом Dusicyon (фолклендская лисица) также оказалось спорным. Видимо, он является реликтовым видом, пережившим вымирание крупных южно-американских псовых в конце плейстоцена.

## Галерея

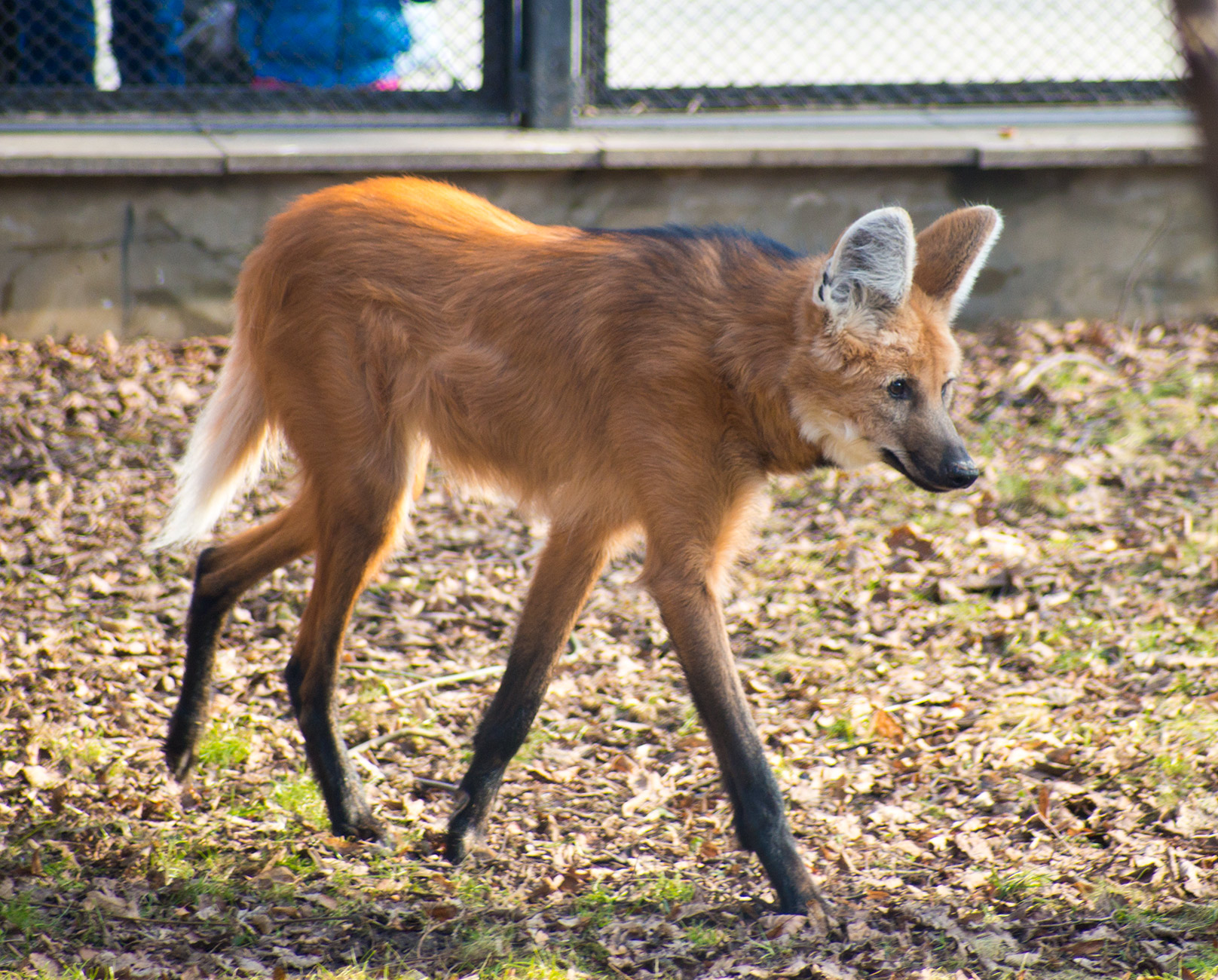
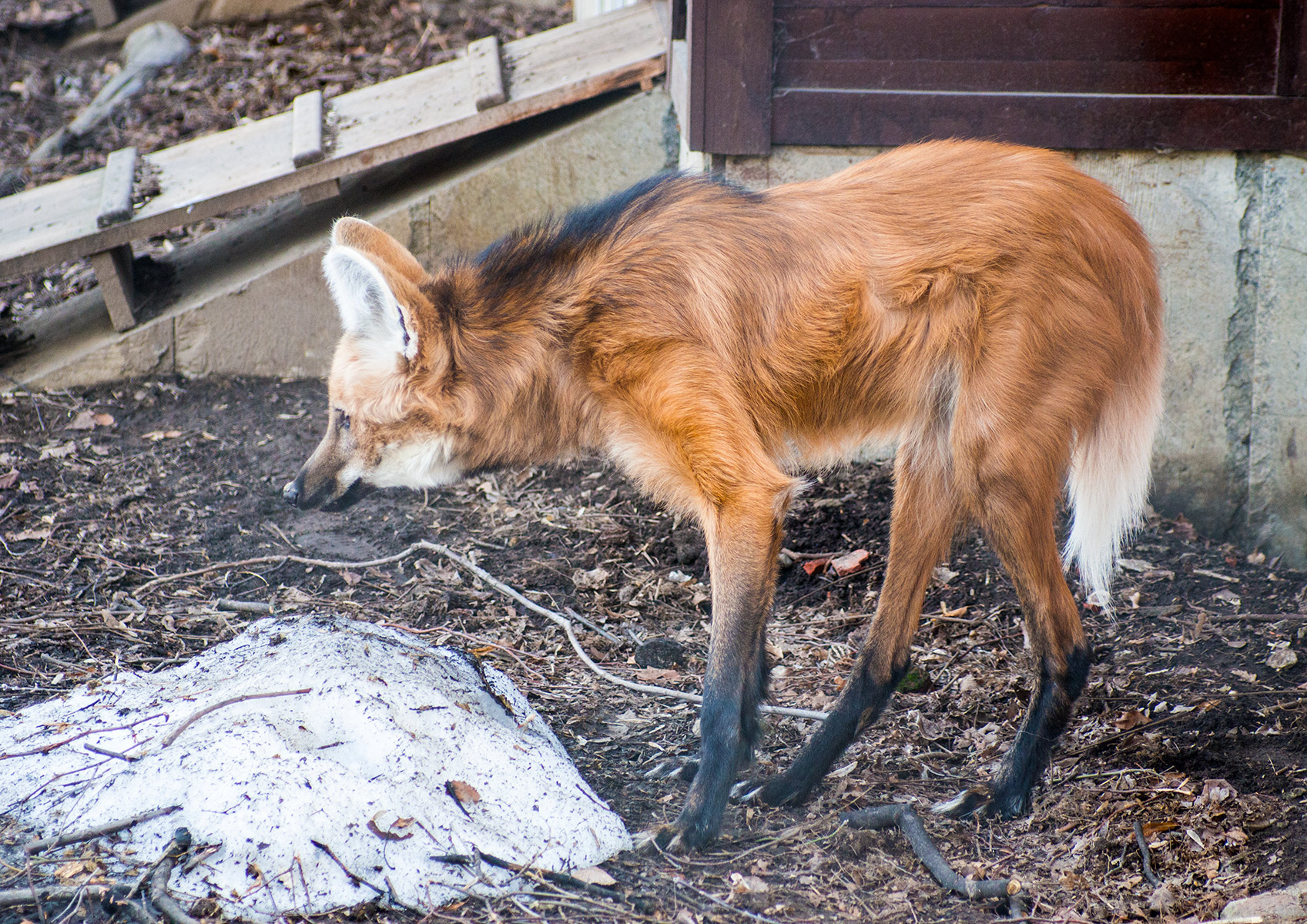
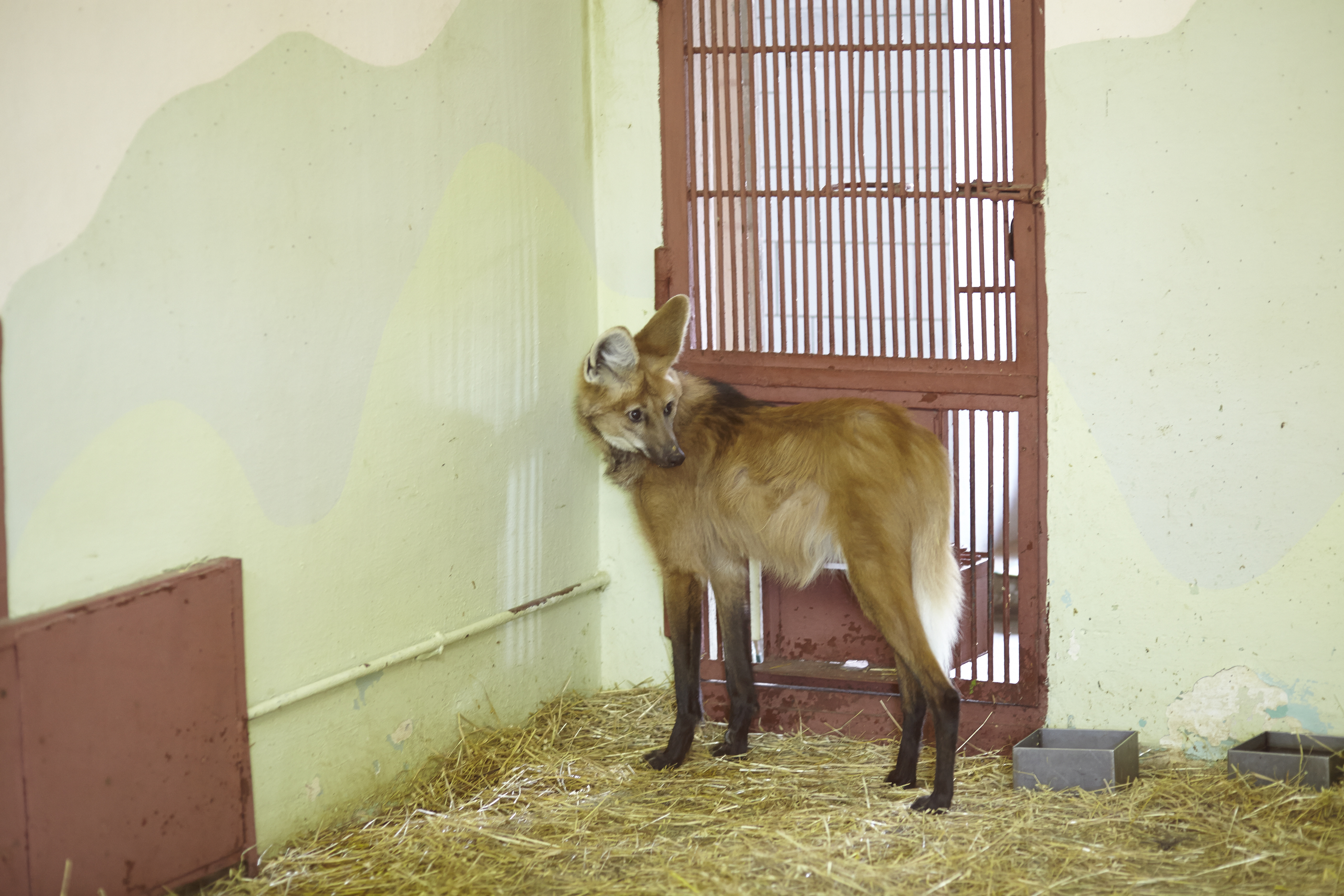